# Edentosuchidae
Los edentosúquidos (Edentosuchidae) son una familia de arcosaurios cocodriloformos protosuquios que vivieron a mediados del período geológico Cretácico. Aparte del género Edentosuchus de China, se han asignado a esta familia dos géneros más, aun sin nombrar, de la Formación Kayenta de Norteamérica.[cita requerida]